# Brian Schatz
Brian Emanuel Schatz [ʃɑːtz], född 20 oktober 1972 i Ann Arbor, Michigan, är en amerikansk demokratisk politiker. Han är ledamot av USA:s senat för delstaten Hawaii sedan 2012. Han var Hawaiis viceguvernör från 6 december 2010 till 26 december 2012.
Schatz växte upp på Hawaii och avlade sedan sin kandidatexamen i filosofi vid Pomona College i Kalifornien. Han var ordförande för demokraterna i delstaten Hawaii 2008–2010 och efterträdde 2010 James Aiona som delstatens viceguvernör. År 2012 efterträdde han Daniel Inouye i USA:s senat.
Schatz är gift med Linda Kwok Kai Yun Schatz och har en son, Tyler, och en dotter, Mia.